# Doctor Mellifluus
Doctor Mellifluus – encyklika papieża Piusa XII opublikowana 24 maja 1953, w 800. rocznicę śmierci św. Bernarda z Clairvaux. 
Jej tytuł pochodzi od jej pierwszych słów, które w tłumaczeniu brzmią Doktor miodopłynny (tym mianem określano Bernarda z racji pięknego stylu i głębokiej treści jego dzieł, w których ukazywał „słodycz” Boga i życia nadprzyrodzonego). Bernard jako teolog, mistyk i pisarz chrześcijański jest zaliczany do grona Doktorów Kościoła, a Pius XII powtórzył w odniesieniu do niego zaszczytne określenie Mabillona – ostatni z Ojców. 
Papież poświęcił encyklikę św. Bernardowi w uznaniu jego wielkich zasług dla Kościoła. Podkreślił jego osobistą świętość, znaczenie dla rozkwitu zakonu cystersów, zaangażowanie w ruch krucjatowy (głoszenie II krucjaty w 1146–1147), likwidację schizmy w 1133, spór z Abelardem, wspieranie papiestwa, ale przede wszystkim wielki wkład w rozwój doktryny chrześcijańskiej. Nauki Bernarda zawarte w jego licznych dziełach wypływały z głębokiej lektury Pisma świętego, Ojców Kościoła i modlitwy, a nie z analiz filozoficznych. Jego celem nie była wiedza i ciekawość, ale zbawienie i miłość. Drogą ku tym wartościom jest pokora, modlitwa i kontemplacja. Papież cytuje z upodobaniem liczne fragmenty dzieł Bernarda, które są świadectwem umiłowania Boga i mistycznych uniesień. Podkreśla chrystologiczną i maryjną pobożność św. Bernarda i dowodzi, że we współczesnym świecie, gdy osłabła wiara w Boga, pisma tego cystersa są godne zalecenia i wciąż aktualne. Mogą posłużyć jako środek odnowienia życia duchowego i obyczajów chrześcijańskich.